# Мильвидская, Виктория Михайловна
Виктория Михайловна Мильвидская-Белински, (в девичестве — Мильвидская) род. 20 апреля 1967 года, Москва, СССР) — профессиональная теннисистка, спортивный комментатор, тренер.

## Карьера
Виктория начала играть в теннис в 7 лет. Тренеры — заслуженный тренер СССР и России по теннису Лариса Дмитриевна Преображенская и Александра Дмитриевна Гранатурова.

Неоднократно побеждала и была призеркой в одиночном и парном разрядах  на юношеских чемпионатах Москвы, СССР, Европы.

В 1983 в возрасте 16 лет после победы в международном турнире в Москве ей было присвоено звание Мастера спорта международного класса. Это стало началом профессиональной теннисной карьеры.

«Вика играла в умный теннис: она зачастую обыгрывала своих соперниц не за счет мощи ударов и атакующего напора, а благодаря грамотным тактическим действиям, мастерскому прогнозированию действий соперниц на корте, умелому использованию их ошибок. Мне запомнились её кроссы и, особенно, неукротимая воля к победе».— Л. Д. Преображенская, заслуженный тренер СССР и России по теннису. Энциклопедия «Российский теннис»
Виктория Мильвидская выступала за «ДСО Спартак», сборную Москвы и Сборную СССР. В 1984 году стала самой юной за всю историю чемпионатов СССР по теннису чемпионкой в одиночном разряде.

В 1984—1992 годах входила в десятку сильнейших теннисисток СССР.

Мильвидская достойна похвалы прежде всего за то, что, ведя с большим преимуществом в счёте, она не позволила себе, как говорится, поиграть в своё удовольствие или для удовольствия зрителей, которые, как известно, неравнодушны к искромётным атакам, рискованным ударам, ураганному темпу. Она ни на йоту не уклонилась от выполнения тренерского замысла и заслуженно завоевала титул чемпионки.— М. Ю. Левицкий, судья всесоюзной категории, член Союза журналистов СССР. Журнал «Физкультура и спорт»
Виктория выступала на всех турнирах Большого Шлема, была финалисткой Игр Дружба-84».
Закончила свою теннисную карьеру в 1993, получив серьезную травму.
В том же году уехала в США , где живет и работает в настоящее время.

В 2005—2008 годах — работала на ТВ канале НТВ ПЛЮС ТЕННИС.

Стала автором и ведущей серии программ "Тренер: Профессия или Призвание". Её участниками были такие знаменитые тренеры как:
Ник Боллетьери, Бад Коллинз, Роберт Лэнсдорп, Карлос Родригес, Ричард Уильямс.

Вела спортивные репортажи и новости с Уимблдона и Олимпийских Игр в Пекине 2008. Комментировала теннисные матчи на турнирах Большого Шлема, Кубка Дэвиса и Кубка Федерации. Брала интервью у таких теннисных звезд и специалистов как: Уэйн Брайан, Серена Вильямс, Бад Коллинз, Анна Курникова, Энди Роддик, Марат Сафин, Янко Типсаревич.

В 2014 году стала тренером Теннисной Федерации США в Нью-Йорке (USTA Player Development Program in NY, USA) в программе по воспитанию профессиональных игроков.

В 2015 переехала в Майами, Флорида, где тренирует теннисистов-юниоров, собирающихся посвятить свою жизнь профессиональной теннисной карьере.

## В одиночном разряде

### Победы
1982—1983 — обладательница «Кубка Гельвеции» чемпионата Европы по теннису среди юниоров в составе сборной команды СССР — Лезен, Швейцария
1984 — завоевала титул чемпионки СССР в одиночном разряде и в паре среди девушек на чемпионате СССР по теннису — Ташкент, СССР
1984 — Бронзовый призер чемпионата Европы в одиночном разряде среди девушек — Остенде, Бельгия
1984 — Победительница Зимнего международного турнира в одиночном разряде — Москва, СССР
1987 — Победительница женского турнира ITF — Бари, Италия

### Финал
1981 — Чемпионат Европы по теннису среди юниоров (проиграла Мануэле Малеевой) — Блуа, Франция.
1984 — «Дружба-84» (победила Катерину Малееву, проиграла Елене Елисеенко) — Катовице, Польша
1986 — Цикл женских турниров ITF — Загреб, Югославия
1987 — Чемпионат СССР по теннису (проиграла Наталье Зверевой) — Таллин, СССР
1987 — Цикл женских турниров ITF — София, Болгария
1990 — Цикл женских турниров ITF — Бари, Италия
1990 — Цикл женских турниров ITF — Дармштадт, ФРГ

### Полуфинал
1983 — European Junior Championships 16 & Under — Женева, Швейцария
1986 — Цикл женских турниров ITF — Сан-Антонио, США
1986 — Цикл женских турниров ITF — Бол, Югославия
1987 — Цикл женских турниров ITF — Кройдон, Великобритания
1990 — Цикл женских турниров ITF — Гранада, Испания
1991 — Цикл женских турниров ITF — Дармштадт, Германия
1991 — Цикл женских турниров ITF — Пистиччи, Италия

### Четвертьфиналы
1985 — Цикл женских турниров ITF — Чешир, Великобритания
1986 — Цикл женских турниров ITF — София, Болгария
1987 — Цикл женских турниров ITF — Чешир, Великобритания
1987 — Цикл женских турниров ITF — Истборн, Великобритания
1990 — Цикл женских турниров ITF — Мантуя, Италия
1990 — Цикл женских турниров ITF — Реда-Виденбрюк, ФРГ
1990 — Цикл женских турниров ITF — Эрланген, ФРГ

## В парном разряде

### Победы
1984 — Чемпионат Европы по теннису среди юниоров — Остенде, Бельгия (партнёр Наталья Быкова)
1986 — Цикл женских турниров ITF — Чикаго, США (партнёр Наталья Быкова)
1986 — Цикл женских турниров ITF — Загреб, Югославия (партнёр Наталья Быкова)
1986 — Цикл женских турниров ITF — София, Болгария (партнёр Наталья Быкова)
1987 — Универсиада — Загреб, Югославия (партнёр Лейла Месхи)
1987 — Цикл женских турниров ITF — Бари, Италия (партнёр Аида Халатян)
1987 — Цикл женских турниров ITF — Монте-Визо, Италия (партнёр Аида Халатян)
1987 — Цикл женских турниров ITF — Бол, Югославия (партнёр Елена Брюховец)
1987 — Цикл женских турниров ITF — Кройдон, Великобритания (партнёр Полетт Морено)
1988 — Цикл женских турниров ITF — Модена, Италия (партнёр Евгения Манюкова)
1988 — Цикл женских турниров ITF — Ареццо, Италия (партнёр Евгения Манюкова)
1988 — Цикл женских турниров ITF — Салерно, Италия (партнёр Евгения Манюкова)
1988 — Цикл женских турниров ITF — Нивель, Бельгия (партнёр Евгения Манюкова)
1988 — Цикл женских турниров ITF — Ребек, Бельгия (партнёр Елена Брюховец)
1990 — Цикл женских турниров ITF — Марса, Мальта (партнёр Анна Мирза)
1991 — Цикл женских турниров ITF — Эрланген, Германия (партнёр Майя Зивец-Скуль)

### Финал
1981 — Чемпионат Европы по теннису среди юниоров — Серрамаццони, Италия (партнёр Ирина Зверева (Фатеева))
1984 — Уимблдонский турнир среди юниоров — Уимблдон, Великобритания (партнёр Лариса Савченко-Нейланд)
1984 — Orange Bowl — Майами, США (партнёр Наталья Быкова)
1986 — Цикл женских турниров ITF — Эль-Пасо, США (партнёр Наталья Зверева)
1990 — Цикл женских турниров ITF — Реда-Виденбрюк, ФРГ (партнёр Агнесе Блумберга)

### Полуфинал
1987 — Цикл женских турниров ITF — Рабац, Югославия (партнёр Елена Брюховец)
1987 — Цикл женских турниров ITF — Телфорд, Великобритания (партнёр Хайди Спранг)
1990 — Цикл женских турниров ITF — Мантуя, Италия (партнёр Петра Лангрова)
1990 — Цикл женских турниров ITF — Дармштадт, ФРГ (партнёр Михаэла Фриммелова)
1992 — Цикл женских турниров ITF — Сопот, Польша (партнёр Кирстин Фрайе)

## Турниры Большого шлема
Турниры Большого шлема (проводятся Международной федерацией тенниса)
Победы над игроками, входившими в первую сотню ведущих теннисистов в мире: Катерина Малеева, Яна Новотна, Манон Боллеграф, Тами Уитлингер, Сандра Вассерман, Николь Арендт, Инес Горрочатеги, Любомира Бачева, Регина Маршикова, Андреа Стрнадова, Катрин Танвье, Сабина Хак, Радка Бобкова.